# Дједов До (Фојница)
Дједов До је насељено место у Босни и Херцеговини у општини Фојница. Административно припада Федерацији Босне и Херцеговине, односно њеном Средњобосанском кантону. Према попису становништва из 2013. у насељу је било 36 становника, а већинску популацију у насељу чинили су Хрвати.

## Становништво
По последњем службеном попису становништва из 2013. године у насељу је живело 36 становника, а село је било етнички хетерогено са већинском хрватском популацијом.
| Националност | 2013. | 1991.       | 1981.        | 1971.        |
| Бошњаци      | —     | 38 (32,76%) | 38 (20,65%)  | 46 (19,33%)  |
| Хрвати       | —     | 75 (64,66%) | 145 (78,80%) | 190 (79,83%) |
| Југословени  | —     | 2 (1,72%)   | 0            | 0            |
| Македонци    | —     | 0           | 0            | 1 (0,42%)    |
| остали       | —     | 1 (0,86%)   | 1 (0,54%)    | 1 (0,42%)    |
| Укупно       | 36    | 116         | 184          | 238          |